# The Moment of Silence
The Moment of Silence es un juego de aventuras de investigación y suspenso desarrollado en 2004 por el desarrollador alemán House of Tales.

## Historia
El juego está ambientado en el año 2044 en el centro de la ciudad de Nueva York en un futuro con muchas influencias orwellianas. El jugador asume el papel de un empleado de una agencia de publicidad llamado Peter Wright, quien está deprimido y empezó a beber tras la muerte de su esposa e hijo tras un ataque terrorista. Una noche, mientras bebía, escucha una conmoción. Él ve por medio de la mirilla de la puerta de su apartamento a un equipo SWAT entrando al apartamento del vecino y llevándose a un hombre de mediana edad, para dolor y angustia de su esposa. Peter se entera de que el hombre era un periodista autónomo llamado Graham Oswald, y su esposa le pide que descubra qué le pasó.
Al intentar investigar, Peter es interrumpido en cada ocasión por la policía que lo empieza a investigar a él, un grupo de luditas, e incluso conocidos en línea. Finalmente, Peter es informado que ha ganado unas «vacaciones» a una estación orbitante que es en realidad una clínica de rehabilitación, y se encuentra con un número de figuras intelectuales y políticas que fueron removidas de la sociedad, al igual que una fábrica de drones automatizados. Peter sabotea la fábrica de drones, escapa de la estación y es enviado a una prisión en Governors Island donde es el único interno, pero se entera de que Oswald había estado allí recientemente. Peter se quita un implante rastreador que tenía instalado quirúrgicamente y escapa nadando hasta la orilla.
Bajo tierra, Peter encuentra a un Oswald moribundo. Antes de morir, Oswald le dice a Peter que debe ir a Alaska y completar la misión que Oswald fracasó. Luego de que Peter llega a Alaska, descubre que el gobierno está siendo controlado por una inteligencia artificial distópica, cuya única preocupación es mantener al mundo limpio y en orden, y ha comenzado a borrar evidencia de su existencia lentamente. La computadora también revela que ha estado observando a Peter por un largo tiempo, y que participa en una manipulación social masiva, habiendo controlado los perfiles de varios de sus amigos en línea. Amenaza a Peter con disparar armas nucleares, incluyendo una en la casa de Peter, si la desactiva. Peter apaga exitosamente el sistema de la computadora, y logra abortar los misiles. En el epílogo, la computadora de Peter muestra un mensaje de un contacto en línea pidiendo ser su amigo.

## Lanzamiento
El juego fue distribuido por varios distribuidores diferentes alrededor del mundo. En Alemania, el juego fue distribuido por dtp en noviembre de 2004 y contaba con un elenco de voces alemanas extenso, incluyendo a los actores de voz de Bruce Willis y Julia Roberts. En Reino Unido Digital, Jesters distribuyó el juego hasta su defunción a comienzos del 2006. No se sabe si el juego sigue siendo distribuido en Gran Bretaña. En Norteamérica, The Adventure Company ganó los derechos para distribuir el juego, comenzando en 2005.
Una gran controversia en las versiones europeas del juego tenía que ver con el uso del software de protección de copia StarForce, el cual se instalaba a sí mismo en las computadoras de los usuarios que instalaran el juego. El software a veces causaba que el sistema del usuario se bloqueara o dejara de responder, incluso si no había un software copiado en esa computadora. La versión norteamericana del juego no utiliza StarForce.
El juego fue relanzado sin DRM en 2015 con soporte de Windows 10 en el sitio web GOG.com.

## Recepción

### Versión doméstica
Chris Kellner del distribuidor alemán DTP Entertainment reportó que The Moment of Silence fue un éxito comercial en su país. Junto a títulos como The Black Mirror y Sherlock Holmes: The Case of the Silver Earring, contribuyó al crecimiento a gran escala de DTP durante el 2004.

### Versión internacional
De acuerdo con el sitio web agregador de reseñas Metacritic, The Moment of Silence recibió «reseñas mixtas o medias» de parte de los críticos.